# Rothienorman
 (janvier 2024).
Rothienorman est un village situé dans l'Aberdeenshire, en Écosse.